# Nesolestes forficuloides
Nesolestes forficuloides är en trollsländeart som beskrevs av Fraser 1955. Nesolestes forficuloides ingår i släktet Nesolestes och familjen Megapodagrionidae. Inga underarter finns listade i Catalogue of Life.